# Champagnat (Saône-et-Loire)

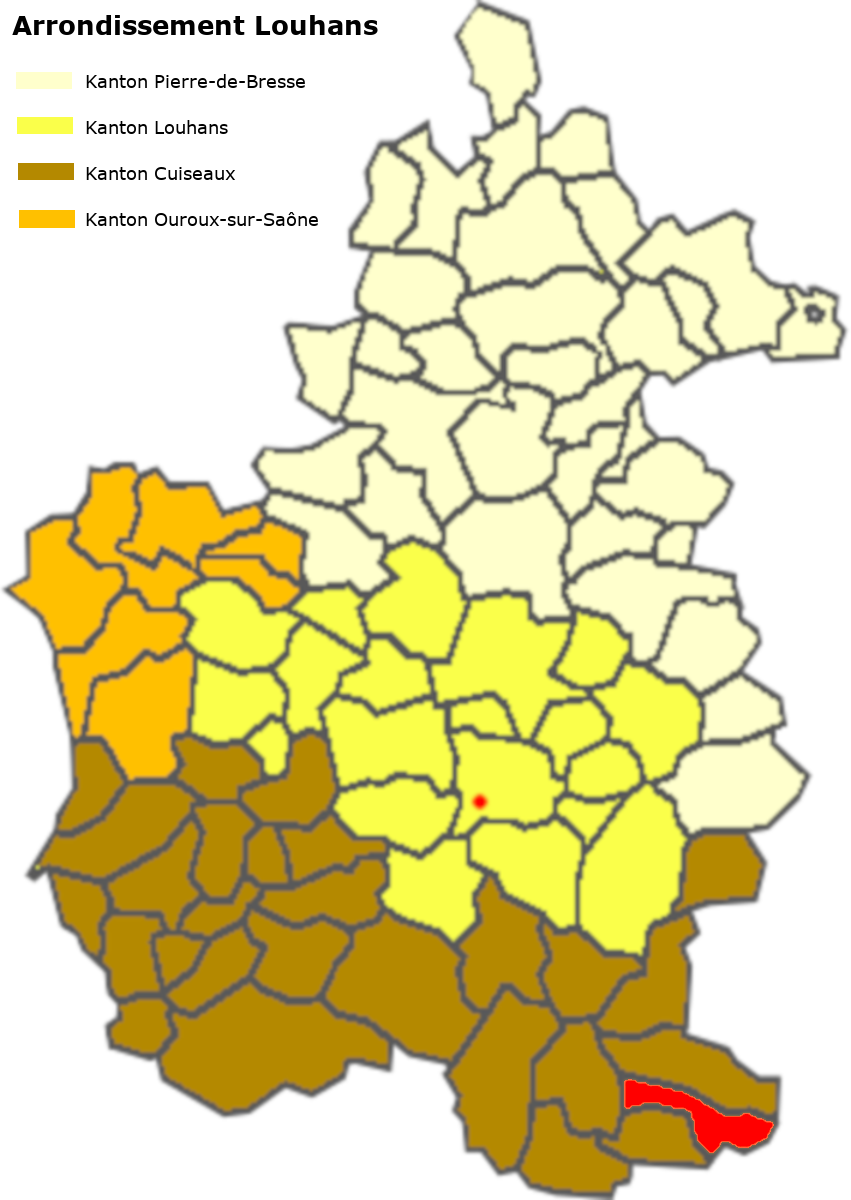
Lage der Gemeinde im Arrondissement Louhans

## Geografie
Champagnat liegt in der Landschaft Bresse, im äußersten Osten der Region Burgund, zusammen mit der nördlich gelegenen Gemeinde Cuiseaux schiebt sich das Gemeindegebiet bis tief in das Gebiet der Franche-Comté an den Jurafuß vor. Der höchste Punkt bildet ganz im Osten der Mont Février mit 611 Meter.
Quer durch das Gemeindegebiet fließt der Ruisseau du Breuil in Süd-Nord-Richtung, der am Côte de Prouillat (349 Meter) entspringt. Einen Teil der Westgrenze bildet der Ruisseau de l’Étang de Semon, der die Étangs de Semon und de Louvarel entwässert und zu La Dourlande wird. Das Gemeindegebiet ist stark bewaldet, insbesondere das Gebiet östlich des Bourgs, das sich den Jura-Westhang hochzieht.
Die Departementsstraße D1083 (Lons-le-Saunier–Bourg-en-Bresse) zieht sich dem Jurafuß entlang westlich am Bourg vorbei. Zur Gemeinde gehören die folgenden Weiler und Fluren: Arbuans, les Boutières, le Breuil, le Brouchy, Cadole, le Colombier, Combe-Buzon, la Combette, la Côte-de-Louvarel, la Côte-d’Or, la Croix-d’Arigna, les Goys, Goz, Gratteloup, Groubons, Hotentot, la Liambe, Louvarel, la Marre, Mary, Mont-Février, Moulin-de-l’Orme, Moulin-de-Zié, Moulin-Rouge, les Moulins, les Munins, la Norme, Orcin, Poignard, Prouillat, Quincenot, Reuille, le Rompay, Rosière, la Rue, Semon, le Suchet, Taillis, Thorin, le Tronchet, la Tuilerie, Valernat, Vaux, la Ville.

## Klima
Das Klima in Champagnat ist warm und gemäßigt. Es gibt das ganze Jahr über deutliche Niederschläge, selbst der trockenste Monat weist noch hohe Niederschlagsmengen auf. Die Klassifikation des Klimas nach Köppen und Geiger ist Cfb ((Gemäßigtes) Ozeanklima). Die Temperatur liegt im Jahresdurchschnitt bei 11,2 °C. Der wärmste Monat ist der Juli mit einer Durchschnittstemperatur von 20,1 °C, der kälteste der Januar mit 2,6 °C. Über ein Jahr verteilt summieren sich die Niederschläge auf 1455 mm, dabei ist der November mit 152 mm der niederschlagsreichste, während Juli und August als trockenste Monate 95 mm aufweisen. Über das ganze Jahr werden etwa 2725 Sonnenstunden gezählt.
|                        | Jan | Feb  | Mär  | Apr  | Mai  | Jun  | Jul  | Aug  | Sep  | Okt  | Nov | Dez |   |      |
| Mittl. Temperatur (°C) | 2,6 | 3,1  | 6,7  | 10,3 | 14,1 | 18,2 | 20,1 | 19,8 | 16,1 | 12,2 | 6,7 | 3,5 | ⌀ | 11,2 |
| Mittl. Tagesmax. (°C)  | 5,6 | 6,8  | 11,0 | 14,7 | 18,2 | 22,7 | 24,6 | 24,3 | 20,4 | 16,2 | 9,9 | 6,3 | ⌀ | 15,1 |
| Mittl. Tagesmin. (°C)  | 0,0 | −0,2 | 2,5  | 5,6  | 9,5  | 13,3 | 15,3 | 15,1 | 11,9 | 8,7  | 3,9 | 1,0 | ⌀ | 7,3  |
|                        |     |      |      |      |      |      |      |      |      |      |     |     |   |      |
| Niederschlag (mm)      | 137 | 119  | 115  | 118  | 131  | 108  | 95   | 95   | 108  | 126  | 152 | 151 | Σ | 1455 |

| 0,0 |

| −0,2 |

| 2,5 |

| 5,6 |

| 9,5 |

| 13,3 |

| 15,3 |

| 15,1 |

| 11,9 |

| 8,7 |

| 3,9 |

| 1,0 |

| 0,0 |

| −0,2 |

| 2,5 |

| 5,6 |

| 9,5 |

| 13,3 |

| 15,3 |

| 15,1 |

| 11,9 |

| 8,7 |

| 3,9 |

| 1,0 |

## Toponymie
Die erste Erwähnung eines Ortes auf dem Gemeindegebiet stammt aus 1151 und bezieht sich auf den Weiler Vaux, der als Locus Vallium, als Ort im Tal, erwähnt wird und knapp 800 Meter südöstlich des Dorfzentrums, aber bereits im Jura, liegt. 1211 wird ein Bernardus de Champegney erwähnt, zusammen mit weiteren Erwähnungen scheint es sicher, dass sich eine Familie nach diesem Ort benannt hat. Eine Erwähnung von 1222 als Campaniacum lässt deutlichere Rückschlüsse auf die Namenensentstehung zu, offensichtlich handelt es sich um den Besitz eines Campanius, zusammen mit dem gallo-römischen Possessiv-Suffix -acum ergab sich direkt dieses Campaniacum, das zum heutigen Champagnat wurde.

## Geschichte
Bei Unterhaltsarbeiten am Friedhof wurden Gegenstände gefunden, die auf eine sehr frühe Besiedlung hinweisen. Angeblich sei Champagnat älter als Cuiseaux. Es war zu Beginn ein Besitz des Klosters Gigny und hatte schon im 12. Jahrhundert einen Priester. Champagnat wurde als kleines Cuiseaux bezeichnet, war Teil der Herrschaft Cuiseaux und eng mit seiner Geschichte verbunden. Hinter der Kirche stand ein Presbyterium, wo der Vikar wohnte. Vom Kirchenportal aus habe man die schönste und weiteste Aussicht, bezeugt Courtépée. Einst bestanden vier Mühlen und eine Ziegelei.

### Die Herren von Champagnat
Champagnat gehörte ab dem 13. Jahrhundert zur Kastellanei von Sagy und unterstand damit direkt den Herzögen von Burgund und später den Königen von Frankreich. Die Herrschaft über das Gebiet wurde weitgehend durch die Kastellane ausgeübt.
- Ein Teil von Arbuans gehörte zur Herrschaft Joudes.

### Heraldik
Seit 2020 trägt die Gemeinde Champagnat ein eigenes Wappen. Das Wappen ist schräg quadriert und zeigt in Feld 1: auf Blau drei goldene Sterne 2:1, im Feld 2: auf Silber eine bewurzelte Eiche, in Feld 3: auf Silber eine purpurne Traube mit Blatt und verdrehtem Stängel und in Feld 4: auf Blau ein steigender Löwe.
Es handelt sich hier um ein modernes Wappen, geschaffen von Jean-Francçois Binon, das vor allem auf die Besonderheiten der Gemeinde hinweisen will. In der Ausgabe 2021 des Bulletin municipal der Gemeinde Champagnat wird das Wappen der Bevölkerung vorgestellt und die einzelnen Felder wie folgt erläutert: Feld 1 nimmt Bezug auf das Wappen der Familie de Chavannes, aus dem die Sporenrädlein und die Tingierung entnommen sind. Im Feld 2 erinnert die bewurzelte Eiche daran, dass das Gemeindegebiet stark bewaldet ist, Feld 3 mit der Traube weist auf den Weinbau hin, das östliche Gemeindegebiet gehört noch zum Anbaugebiet des Vin du Jura, Feld 4 schließlich übernimmt den steigenden goldenen Löwen aus dem Wappen der de Truchy de Lays. Ein Mitglied der Familie de Truchis, Pierre de Truchis de Lays (1897–1980) war von 1930 bis 1977 Maire der Gemeinde Champagnat. Zudem war er mit einer Großnichte von Pierre Puvis de Chavannes verheiratet.

## Bevölkerung
| Champagnat: Einwohnerzahlen von 1793 bis 2020 | Champagnat: Einwohnerzahlen von 1793 bis 2020 | Champagnat: Einwohnerzahlen von 1793 bis 2020 | Champagnat: Einwohnerzahlen von 1793 bis 2020 | Champagnat: Einwohnerzahlen von 1793 bis 2020 |
| --- | --------------------------------------------- | --------------------------------------------- | --------------------------------------------- | --------------------------------------------- |
| Jahr |                                               |                                               |                                               | Einwohner                                     |
| 1793 | 1793                                          |                                               | 820                                           | 820                                           |
| 1800 | 1800                                          |                                               | 869                                           | 869                                           |
| 1806 | 1806                                          |                                               | 860                                           | 860                                           |
| 1821 | 1821                                          |                                               | 855                                           | 855                                           |
| 1831 | 1831                                          |                                               | 899                                           | 899                                           |
| 1836 | 1836                                          |                                               | 856                                           | 856                                           |
| 1841 | 1841                                          |                                               | 883                                           | 883                                           |
| 1846 | 1846                                          |                                               | 888                                           | 888                                           |
| 1851 | 1851                                          |                                               | 849                                           | 849                                           |
| 1856 | 1856                                          |                                               | 829                                           | 829                                           |
| 1861 | 1861                                          |                                               | 798                                           | 798                                           |
| 1866 | 1866                                          |                                               | 807                                           | 807                                           |
| 1872 | 1872                                          |                                               | 803                                           | 803                                           |
| 1876 | 1876                                          |                                               | 811                                           | 811                                           |
| 1881 | 1881                                          |                                               | 749                                           | 749                                           |
| 1886 | 1886                                          |                                               | 766                                           | 766                                           |
| 1891 | 1891                                          |                                               | 735                                           | 735                                           |
| 1896 | 1896                                          |                                               | 723                                           | 723                                           |
| 1901 | 1901                                          |                                               | 682                                           | 682                                           |
| 1906 | 1906                                          |                                               | 679                                           | 679                                           |
| 1911 | 1911                                          |                                               | 659                                           | 659                                           |
| 1921 | 1921                                          |                                               | 622                                           | 622                                           |
| 1926 | 1926                                          |                                               | 561                                           | 561                                           |
| 1931 | 1931                                          |                                               | 527                                           | 527                                           |
| 1936 | 1936                                          |                                               | 542                                           | 542                                           |
| 1946 | 1946                                          |                                               | 531                                           | 531                                           |
| 1954 | 1954                                          |                                               | 505                                           | 505                                           |
| 1962 | 1962                                          |                                               | 483                                           | 483                                           |
| 1968 | 1968                                          |                                               | 533                                           | 533                                           |
| 1975 | 1975                                          |                                               | 512                                           | 512                                           |
| 1982 | 1982                                          |                                               | 506                                           | 506                                           |
| 1990 | 1990                                          |                                               | 497                                           | 497                                           |
| 1999 | 1999                                          |                                               | 484                                           | 484                                           |
| 2006 | 2006                                          |                                               | 496                                           | 496                                           |
| 2009 | 2009                                          |                                               | 499                                           | 499                                           |
| 2014 | 2014                                          |                                               | 469                                           | 469                                           |
| 2020 | 2020                                          |                                               | 470                                           | 470                                           |
| Quelle(n): EHESS/Cassini bis 2006, ab 2009 INSEE Anmerkung(en): • Ab 1962 offizielle Zahlen ohne Einwohner mit Zweitwohnsitz • Höchste Einwohnerzahl 1831 mit 899, tiefste Einwohnerzahl 1962 mit 483 (53,5 % vom Maximum) |                                               |                                               |                                               |                                               |

| Bevölkerungsstruktur | Anzahl Einwohner | männlich | weiblich | davon Ausländer | Anteil % |
| -------------------- | ---------------- | -------- | -------- | --------------- | -------- |
|                      | 466              | 226      | 240      | 5               | 1,1      |

| Männer | Alterstufe | Frauen |
| ------ | ---------- | ------ |
| 1      | 90 + älter | 4      |
| 32     | 75–89      | 28     |
| 46     | 60–74      | 56     |
| 53     | 45–59      | 46     |
| 35     | 30–44      | 38     |
| 28     | 15–29      | 30     |
| 31     | 0–14       | 38     |

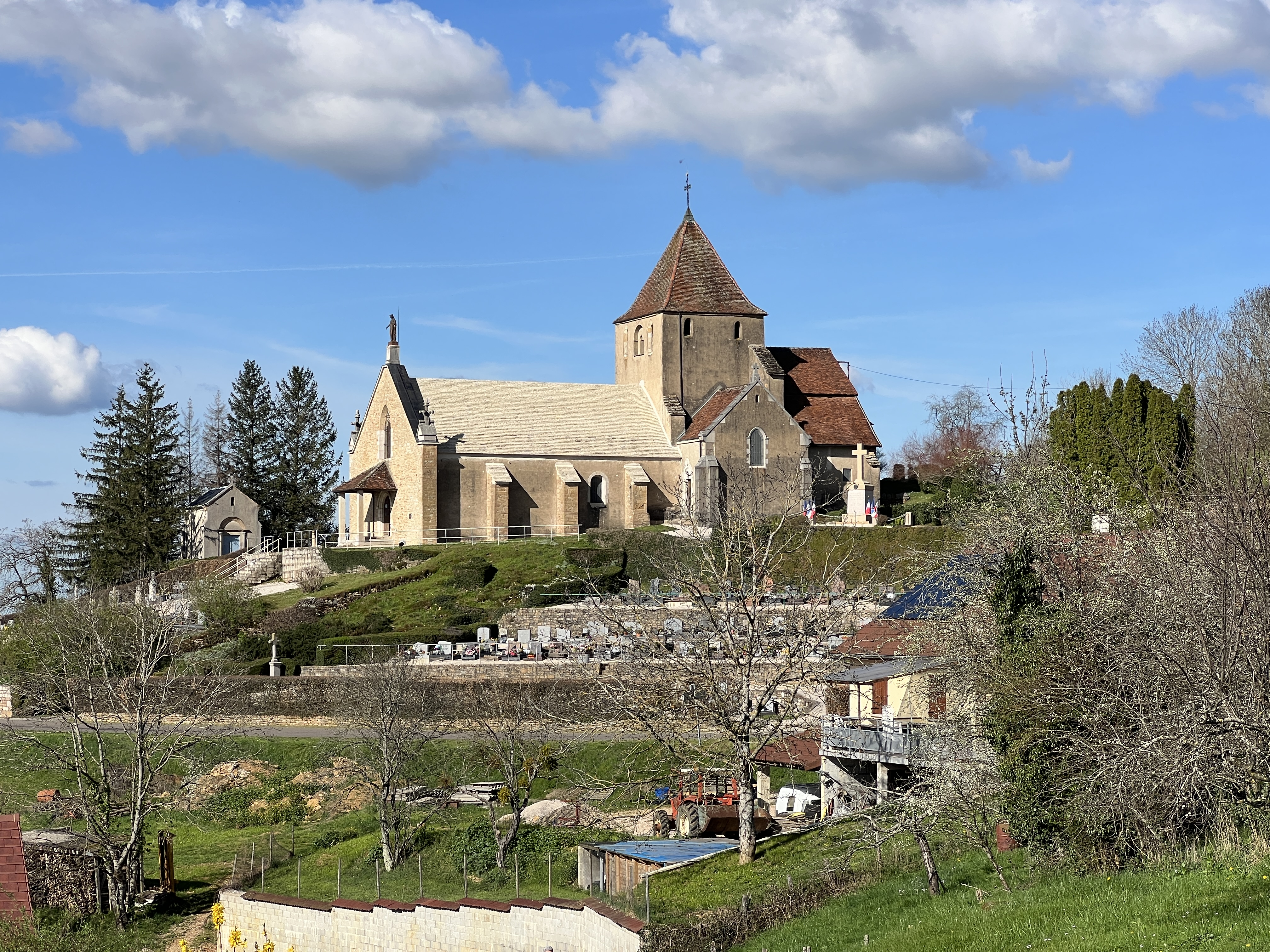
Kirche Saint Martial in Champagnat

Die Bevölkerungsstruktur zwischen Männern und Frauen ist ziemlich ausgeglichen, wobei 38 % der Bevölkerung jünger als 45 Jahre sind. Gleichzeitig beträgt der Anteil der über 60-Jährigen 36 %. Durch die fehlende Bautätigkeit erfolgt kein Zuzug von jungen Familien und eine weitere Überalterung zeichnet sich ab.
| Wohnstruktur               | Anzahl Wohneinheiten | davon Häuser | Wohnungen | sonstige |
| -------------------------- | -------------------- | ------------ | --------- | -------- |
|                            | 263                  | 255          | 7         | 1        |
| davon Hauptwohnsitz        | 215                  |              |           |          |
| Zweit- oder Ferienwohnsitz | 34                   |              |           |          |
| vakant                     | 14                   |              |           |          |

## Wirtschaft und Infrastruktur

### Unternehmen, Betriebe, Ladengeschäfte und Einrichtungen
In der Gemeinde befinden sich nebst Mairie und Kirche folgende Unternehmen nach Branchen:
| Branche                                                           | Anzahl Betriebe |
| ----------------------------------------------------------------- | --------------- |
| Industrie und verarbeitendes Gewerbe                              | 3               |
| Baugewerbe                                                        | 3               |
| Groß- und Einzelhandel, Verkehr, Beherbergung und Gastronomie     | 4               |
| Information und Kommunikation                                     |                 |
| Finanz- und Versicherungsdienstleistungen                         |                 |
| Grundstücks- und Wohnungswesen                                    | 2               |
| Freiberufliche, wissenschaftliche und technische Dienstleistungen |                 |
| Öffentliche Verwaltung, Unterricht, Gesundheits- und Sozialwesen  | 2               |
| Sonstige Dienstleistungen                                         |                 |
| Land- und Forstwirtschaftsbetriebe                                | 8               |

In der Gemeinde befindet sich ein Bauhandwerksbetrieb, eine Schreinerei/Zimmerei und ein Maler/Gipser. Zudem ist in der Gemeinde ein Fußballplatz, ein Trimm-Dich-Pfad, ein Sportplatz/-halle, ein Skatepark, ein Campingplatz (150 Stellplätze) und ein Restaurant, ferner ein Ambulanzdienst und ein Mehrzwecksaal. Für die Güter des täglichen Bedarfs versorgen sich die Einwohner in Cuiseaux oder in Saint-Amour.

### Geschützte Produkte in der Gemeinde
Als AOC-Produkte sind in Champagnat Comté und Morbier zugelassen, ferner im Gemeindegebiet westlich der N83 Volaille de Bresse und Dinde de Bresse, sowie Crème et beurre de Bresse.

### Bildungseinrichtungen
In der Gemeinde besteht eine École primaire (École maternelle und École élémentaire), die der Académie de Dijon untersteht und von 41 Kindern besucht wird. Für die Schule gilt der Ferienplan der Zone A.

## Sehenswürdigkeiten
- Kirche aus dem 12. oder 13. Jahrhundert. Beschreibung und Fotos der Kirche bei: L'Art Roman en Bourgogne[25] und Tourisme & Loisirs[26]